# Miracles in December
Miracles in December – drugi minialbum grupy EXO, wydany 9 grudnia 2013 roku przez wytwórnię SM Entertainment. Przedstawiony jako specjalny album zimowy, Miracles in December jest kontynuacją pierwszego studyjnego albumu grupy XOXO, który został wydany w czerwcu 2013 roku. Podobnie jak wszystkie piosenki grupy, na minialbumie znajdują się koreańskie i chińskie wersje utworów. Minialbum był promowany przez single Miracles in December i Christmas Day.
Zadebiutował na 1 pozycji na liście Gaon Chart.

## Lista utworów
| CD (wer. kor.)  |                                                              |                                                               |                |                                                          |      |
| Nr              | Tytuł                                                        | Wykonanie                                                     | Słowa          | Kompozycja                                               | Czas |
| 1.              | "Miracles in December" (kor. 12월의 기적 Sibiweolwi Gijeok)  | Baekhyun, Chen, D.O.                                          | Sarah Yoon     | Ricky Hanley, Andreas Stone Johansson                    | 4:34 |
| 2.              | "Christmas Day"                                              | Suho, Xiumin, Luhan, Baekhyun, Chen, Lay, D.O.                | Misfit         | Gabriela Soza, Philip Hochstrate, Samantha Powell        | 3:46 |
| 3.              | "The Star"                                                   | Suho, Kris, Baekhyun, Chanyeol, D.O., Kai (piosenkarz), Sehun | Soulfulmonster | Kei Lim Kwang-wook, Martin Mulholland, Nermin Harambasic | 4:07 |
| 4.              | "My turn to cry"                                             | Baekhyun, Chen, D.O.                                          | Kim Young-hu   | Alex Cantrall, Jeff Hoeppner, Phillip Anthony White      | 4:07 |
| 5.              | "The First Snow" (kor. 첫 눈 Cheot Nun)                      | Suho, Baekhyun, Chanyeol, D.O., Kai, Sehun                    | Kenzie         | Kim Jung-bae, Kenzie                                     | 3:27 |
| 6.              | "Miracles in December" (Classical Orchestra Version)         |                                                               |                | Johansson, Hanley                                        | 4:33 |
| CD (wer. chiń.) |                                                              |                                                               |                |                                                          |      |
| Nr              | Tytuł                                                        | Wykonanie                                                     | Słowa          | Kompozycja                                               | Czas |
| 1.              | "Miracles in December" (chiń. 十二月的奇迹 Shíèryuè de Qíjì) | Luhan, Baekhyun, Chen                                         | Liu Yuan       | Johansson, Hanley                                        | 4:33 |
| 2.              | "Christmas Day" (chiń. 圣诞节 Shèngdànjié)                   | Suho, Xiumin, Luhan, Baekhyun, Chen, Lay, D.O.                |                | Gabriela Soza, Philip Hochstrate, Samantha Powell        | 3:46 |
| 3.              | "The Star"                                                   | Xiumin, Luhan, Baekhyun, Kris, D.O., Chen, Lay, Tao           |                | Kei Lim Kwang-wook, Martin Mulholland, Nermin Harambasic | 4:07 |
| 4.              | "My turn to cry" (chiń. 爱离开 Ài Líkāi)                     | Luhan, Baekhyun, Chen                                         |                | Alex Cantrall, Jeff Hoeppner, Phillip Anthony White      | 4:07 |
| 5.              | "The First Snow" (kor. 初雪 Chūxuě)                          | Xiumin, Luhan, Kris, Chen, Lay, Tao                           |                | Kim Jung-bae, Kenzie                                     | 3:27 |
| 6.              | "Miracles in December" (Classical Orchestra Version)         |                                                               |                | Johansson, Hanley                                        | 4:33 |

## Notowania

### Wersja połączona
| Lista                                | Najwyższa pozycja |
| ------------------------------------ | ----------------- |
| World (Billboard World Albums Chart) | 2                 |
| Taiwan G-Music's Combo Album Chart   | 11                |

| Lista                             | Najwyższa pozycja |
| --------------------------------- | ----------------- |
| Weekly China Sino Chart           | 2                 |
| Gaon Weekly Album Chart           | 1                 |
| Japan Oricon Weekly Albums Chart  | 7                 |
| Gaon Monthly Album Chart          | 1                 |
| Japan Oricon Monthly Albums Chart | 24                |
| Gaon Yearly Album Chart           | 4                 |

| Lista                             | Najwyższa pozycja |
| --------------------------------- | ----------------- |
| Weekly China Sino Chart           | 1                 |
| Gaon Weekly Album Chart           | 2                 |
| Japan Oricon Weekly Albums Chart  | 20                |
| Gaon Monthly Album Chart          | 2                 |
| Japan Oricon Monthly Albums Chart | 48                |
| Gaon Yearly Album Chart           | 4                 |

## Sprzedaż
| Ranking                 | Sprzedaż                |
| ----------------------- | ----------------------- |
| Japonia (Oricon)        | 11734 (wer. chińska)    |
| Japonia (Oricon)        | 24530 (wer. koreańska)  |
| Korea Południowa (Gaon) | 204438 (wer. chińska)   |
| Korea Południowa (Gaon) | 341878 (wer. koreańska) |